# Stilpnus taiwanensis
Stilpnus taiwanensis là một loài tò vò trong họ Ichneumonidae.